# Machilus montana
Machilus montana är en lagerväxtart som beskrevs av L.Li, J.Li & H.W.Li. Machilus montana ingår i släktet Machilus och familjen lagerväxter. Inga underarter finns listade i Catalogue of Life.